# Jak–42
A Jak–42 (cirill betűkkel: Як–42, NATO-kódja: Clobber) szovjet gyártmányú, az 1970-es évek közepén a Tu–134 leváltására a Jakovlev tervezőirodában kifejlesztett háromhajtóműves, közepes hatótávolságú utasszállító repülőgép. Sorozatgyártása kezdetben a Szmolenszki Repülőgépgyárban (SzmAZ), majd később a Szaratovi Repülőgépgyárban (SZAZ) folyt. Az első szovjet utasszállító repülőgép volt, melyet modern, nagy kétáramsági fokú gázturbinás sugárhajtóművel szereltek fel.

## Története
Tervezése az 1970-es évek közepén kezdődött el a Jakovlev tervezőirodánál az Aeroflot igényei alapján. A szovjet légitársaság az új géppel az 1960-as években tervezett és gyártott, az 1970-es évekre már elavult Tu–134 és Il–18-as utasszállító repülőgépeket tervezte leváltani. A fejlesztés alapjául a tervezőiroda már bevált, sikeres típusa, a Jak–40 szolgált. Az első változat lényegében a Jak–40 növelt méretű, 114 személyes változata volt, három hajtóművel felszerelve. További két változat készült, melyek nagyobb szárnynyilazással készültek. Végül a harmadik változatot fogadták el sorozatgyártásra.
Az első prototípust a Jakovlev tervezőiroda kísérleti üzemében építették meg. A piros-fehér festést és SZSZSZR-1974 lajstromjelet kapott géppel 1975. március 7-én hajtotta végre az első felszállást Arszenyij Koloszov és Jurij Petrov berepülőpilóta, a fedélzeti mérnök Jurij Viszkovszkij volt. Az első prototípus szárnynyilazása 11 fokos volt, a főfutók duplakerekesek voltak. A gép berepülése rendben lezajlott, de a gép repülési jellemzőivel elégedetlenek voltak. A prototípussal 8000 m-es magasságban 680 km/h-s maximális sebességet sikerült elérni, miközben a polgári légi közlekedési minisztérium elvárása 700–800 km/h közötti legnagyobb sebesség volt.

## Típusváltozatok
- Jak–42 – alapváltozat,

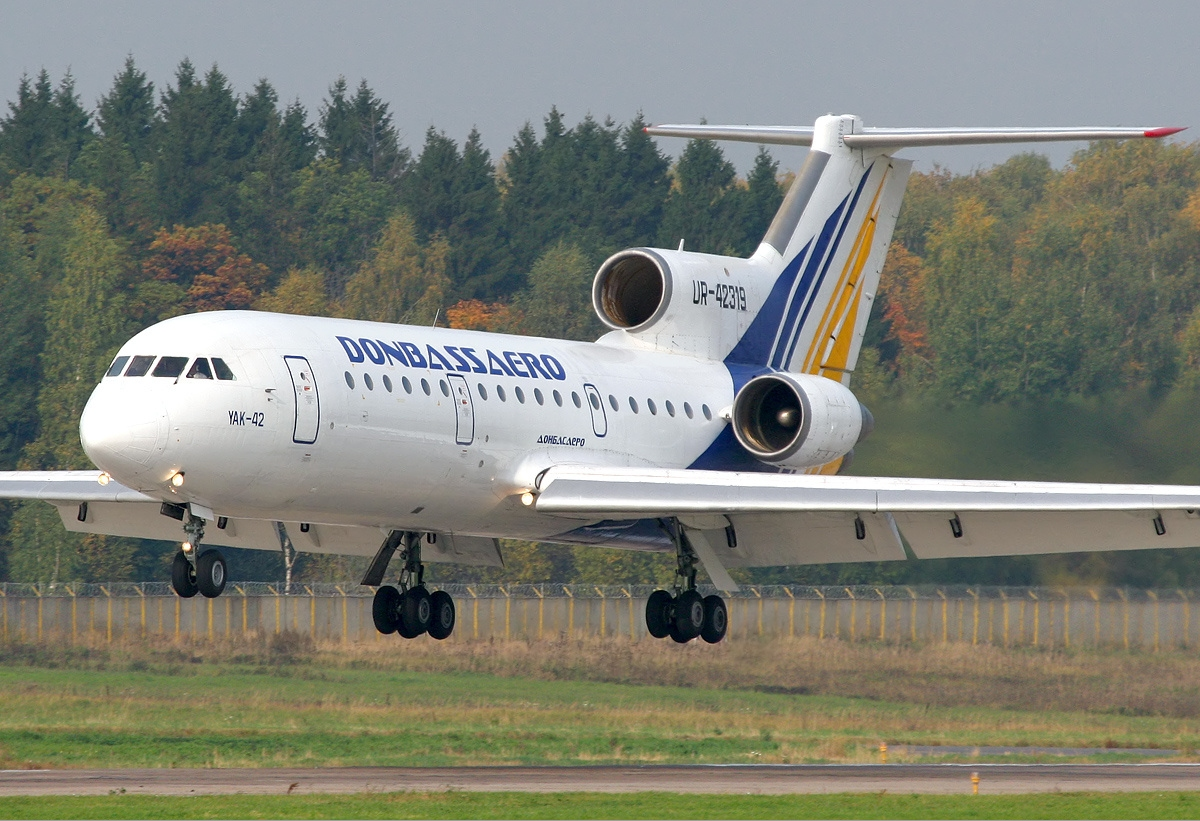
A Donbasszaero légitársaság Jak–42D gépe leszállás közben

- Jak–42D – növelt hatótávolságú változat nagyobb üzemanyagtartályokkal. 1991-től a Szaratovi Repülőgépgyárban gyártották, míg a szmolenszki gyárban egyes részegységei készültek. Az 1990-es évek elejére ez vált az alapvető sorozatgyártású változattá. Az 1995-ig megépített 185 darab Jak–42-ből 105 darab már D változatú volt.
- Jak–42M – a Jak–42D modernizált változata,
- Jak–42A vagy Jak–142 – a Jak–42 modern, nyugati avionikával és hajtóművekkel felszerelt változata,
- Jak–42F – légi fényképező változat. Az elektrooptikai érzékelőket a két félszárny alatti konténerekben helyezték el.
- Jak–42E–LL – egy példányban készült repülő laboratórium, melyet az ukrán D–236 légcsavaros gázturbina légi tesztjeihez alakítottak ki. Erre a célra az RA-42525 lajstromjelű gépet alakították át. A légcsavaros gázturbinát a 3. számú, jobb oldali sugárhajtómű helyére építették be. Ehhez a hajtóműgondola tartókonzolját jelentősen meghosszabbították, hogy a törzs mellett elférjen a légcsavaros gázturbina nagyméretű, 4,2 m átmérőjű SZV–36 típusú ellenforgó légcsavarja. 1991. március 15-én repült először, majd három hónappal később bemutatták a párizsi légiszalonon is.
- Jak–42T – Rövid felszállási úthosszú (STOL) teherszállító repülőgép terve, mely nem valósult meg. A Jak–42 jelentősen módosított változata, melynek egyenes szárnya lett volna, a főfutókat pedig a Tupoljev-gépekre jellemző futómű-gondolába húzták volna be. A középső hajtóművet nem a törzs végében, hanem a törzs fölött, egy külön hajtómű-gondolában helyezték el. Az így felszabaduló törzsvégben lenyitható teherrámpa kialakítására nyílt lehetőség. A törzs fölött középen elhelyezett hajtómű miatt osztott függőleges vezérsíkot kellett alkalmazni. Később a gépet átnevezték Jak–44-re, de a terv nem valósult meg, a típusjelzést pedig más gépnél használták később.

## Műszaki adatai  (Jak–42D[2][3])

### Geometriai méretek és tömegadatok
- Fesztáv:  34,88 m
- Hossz: 36,38 m
- Szárnyfelület: 150 m²
- Magasság: 9,83 m
- Üres tömeg: 33 000 kg
- Legnagyobb felszállótömeg: 57 500 kg
- Hasznos teher: max. 120 fő utas

### Hajtóművek
- Hajtómű: Progressz D–36 kétáramú gázturbinás sugárhajtómű
- Hajtóművek száma: 3 db
- Maximális tolóerő: 3 x 63,75 kN

### Repülési adatok
- Gazdaságos utazósebesség: 750 km/h
- Maximális sebesség: 810 km/h
- Utazómagasság: 9600 m
- Hatótávolság:
  - Maximális terheléssel: 1960 km
  - Normál terheléssel: 2790 km